# Février 1782

## Événements
- 5 février : les troupes franco-espagnoles reprennent Minorque[1].

- 15 février, Irlande : assemblée de Dungannon. Henry Grattan, à la tête des volontaires unis (United Volunteers), demande l’indépendance législative pour le Parlement irlandais, la suppression des « bourgs pourris » et l’égalité des droits économiques avec les Britanniques. Le 16 avril Henry Grattan dut franchir les rangs des Volontaires propose une déclaration d'indépendance du Parlement irlandais. Une Constitution accorde l’indépendance au Parlement irlandais et les lois Poynings de 1495 sont abrogées (16 mai)[2].

- 17 février : bataille de Sadras. Début d'une campagne navale victorieuse du bailli de Suffren dans l'océan Indien[3]. Il a l’intention de prendre Madras. Le général britannique Warren Hastings reçoit des renforts qui lui permettent de sauver le port de justesse.

## Naissances
- 15 février : William Miller (décès le 20 décembre 1849) était un prédicateur baptiste américain.

## Décès
- 14 février : Phaungkaza Maung Maung, roi de Birmanie, après une semaine de règne.
- 15 février : Nicolas Bidet (né en 1709), agronome français.
- 26 février : José Cadalso y Vásquez, écrivain espagnol (Cadix, 1741-Gibraltar, 1782).